# Colonia los Hornos
Colonia los Hornos är en ort i Mexiko, tillhörande kommunen Zumpango i delstaten Mexiko. Colonia los Hornos ligger i den centrala delen av landet och tillhör Mexico Citys storstadsområde. Orten hade 583 invånare vid folkräkningen 2010.